# 无尾蹄蝠
无尾蹄蝠（学名：Coelops frithi）为菊头蝠科无尾蹄蝠属的动物。分布于台湾岛以及中国大陆的广西、云南、四川、海南、福建等地，多生活于岩洞。该物种的模式产地在孟加拉。

## 亚种
- 无尾蹄蝠台湾亚种（学名：Coelops frithi formosanus），Horikawa于1928年命名。分布于台湾岛等地。该物种的模式产地在台湾。[3]
- 无尾蹄蝠福建亚种（学名：Coelops frithi inflatus），Miller于1928年命名。在中国大陆，分布于福建、云南等地。该物种的模式产地在福建。[4]
- 无尾蹄蝠四川亚种（学名：Coelops frithi sinicus），G. Allen于1928年命名。在中国大陆，分布于四川等地。该物种的模式产地在四川万县。[5]